# Kobalt jégmadár
A kobalt jégmadár (Alcedo semitorquata) a madarak osztályának szalakótaalakúak (Coraciiformes)  rendjébe és a jégmadárfélék (Alcedinidae) családjába tartozó faj.

## Előfordulása
Angola, Botswana, a Dél-afrikai Köztársaság, Kongói Köztársaság, Eritrea, Etiópia, Kenya, Malawi, Mozambik, Namíbia, Szudán, Szváziföld, Tanzánia, Zambia és Zimbabwe területén honos. Szereti a vízhez közeli helyeket, a keskeny patakok és folyók által övezett sűrű növényzetet.

## Alfajai
- Alcedo semitorquata heuglini – Etiópia
- Alcedo semitorquata semitorquata – Dél-Mozambik és Dél-Afrika
- Alcedo semitorquata tephria – Angola, Tanzánia és Mozambik

## Megjelenése
Testhossza 18 centiméter, testtömege 35-40 gramm. Csőre fekete, háta, feje és fartője ragyog kék színű. A torka és az álla fehér; és a nyakán van egy fehér csík. A mellkasa és a hasa narancssárga színű.

## Életmódja
Magányosan vagy párban él. Tápláléka halakból, tarisznyarákokból és rovarokból áll.

## Külső hivatkozás
- Képek az interneten a fajról
- Ibc.lynxeds.com - videók a fajról